# Nassarius aoteanus
Nassarius aoteanus is een slakkensoort uit de familie van de Nassariidae. De wetenschappelijke naam van de soort is voor het eerst geldig gepubliceerd in 1927 door Finlay.